# Лісове купання
У Японії, прогулянка Лісового Купання (Шінрін Йоку 森林浴) — це коротке, відпочинкове відвідування лісу, вид альтернативної медицини.
Дослідження[які?] підтверджують користь Лісового Купання (Шінрін Йоку). Ці дослідження показали що відвідування природного середовища надають заспокійливий і позитивний нейропсихологічний ефект через зміни у нервовій системі. Також, рівень гормону серум адідопонектину збільшується. Коли цей гормон є наявним в організмі у малій концентрації, то це впливає на ожиріння, 2 тип діабету, серцево-судинні захворювання, метаболічний синдром[джерело?].
Кожне дослідження, що проводилося, показало зменшення стресу, збудженості, депресії, безсоння серед учасників[джерело?]. У Японії нині є 44 акредитованих ліси Шінрін Йоку. 

## Історія
Сильванотерапія була розроблена в деяких країнах, особливо в 19-му і на початку 20-го століть для хворих на туберкульоз в лісах помірного клімату або північних лісах. Санаторії (та їхні солярії) і різні типи лікувальних центрів створювалися в лісовій або приозерній місцевості, де лікувальна програма передбачала тривалі прогулянки сосновими лісами.
У 1982 році Японське агентство лісового господарства вперше запропонувало включити Сінрін Йоку до рекомендацій щодо здорового способу життя.
У 1985 році французький інженер лісового господарства Жорж Плезанс опублікував книгу на цю тему: Forêt et santé. Однак це була не наукова публікація, а особисті роздуми, опубліковані видавництвом.
У 2012 році доктор Цин Лі та кілька його колег заснували нову дисципліну під назвою "лісова медицина", міждисциплінарну науку, "яка належить до категорій альтернативної, екологічної та профілактичної медицини, і яка охоплює вплив лісового середовища на здоров'я людини".
В Японії в 2020 році налічується 65 баз лісотерапії, сертифікованих Японським товариством лісотерапії, яке також є органом сертифікації гідів з лісотерапії та лісотерапевтів, з медичними контрольно-пропускними пунктами, під наглядом Університету Тіба та Ніппонської медичної школи в Токіо. Лише у 2012 році на курсах лісотерапії побувало до 5 мільйонів відвідувачів.
За словами Міядзакі Йосіфумі, у 2018 році в Японії також вивчалися ефекти від варіацій контакту з природними стихіями, таких як спостереження нічного неба, хмар, водоспадів, водних ігор або концертів у лісі, а також від тривалості контакту або ефекти в залежності від часу доби.